# Jan Svoboda (virolog)
Jan Svoboda (14. srpna 1934 Praha – 13. března 2017) byl český biolog. V letech 1991–1999 byl ředitelem Ústavu molekulární genetiky AV ČR, Praha. Zabýval se výzkumem tzv. retrovirů (některé způsobují nádory nebo jiná závažná onemocnění, jako např. AIDS) a jejich vztahy s hostitelskými buňkami.
Byl členem Evropské organizace molekulární biologie (EMBO), Americké i Evropské nádorové asociace a také zakládajícím členem Učené společnosti ČR. Získal Stříbrnú plaketu G. Mendela (1984), Cenu Prix Lacassagne, Paris (1981), IHV Lifetime Achievement Award, Baltimore (2003) nebo Cenu Česká hlava (2010). Svoji životní a vědeckou dráhu shrnul v kapitole „Zvraty života a vědy“ v Advances in Cancer Research, 2008.[zdroj?] Je laureátem Ceny Neuron za přínos světové vědě za rok 2016 - biologie.

## Vzdělání a odborná praxe
Vystudoval biologii na Biologické fakultě Karlovy Univerzity v Praze. Během vysokoškolských studií pracoval jako pomocná vědecká síla v Biologických ústavech ČSAV. V roce 1960 nastoupil na pozici vědeckého pracovníka Ústavu experimentální biologie a genetiky ČSAV, kde později působil jako vedoucí Oddělení buněčné a virové genetiky. V roce 1972 byl zbaven vedení na základě posudku a rozhodnutí KSČ. V letech 1968–1970 a 1991–1999 zastával funkci ředitele Ústavu molekulární genetiky AV ČR.
Vychoval 15 kandidátů věd, z nichž někteří se stali profesory v USA (V. Klement, T. Rakušanová, E. Skamene, L. Donner, L. Turek, M. Popovič). Je zakládajícím členem European Tumour Virus Group (Londýn 1962) a s výjimkou nedobrovolné pausy v 70. letech se zúčastnil svými přednáškami téměř všech 16 zasedání této společnosti a v roce 1969 spoluorganizoval její zasedání v Československu. V roce 1967 organizoval s dotací UICC první mezinárodní konferenci o indukci nádorových virů buněčnou fúzí na Wistar Institute ve Philadelphii. Organizoval symposium a workshop na Světovém biochemickém sjezdu v Praze v roce 1988, kde též přednášel. V roce 2010 uspořádal světové setkání předních aktivních nádorových virologů v Praze – Centennial Retrovirus Meeting.

## Vědecké a učitelské působení
Jako vědecký pracovník působil v mnoha významných zahraničních ústavech a vysokých školách, např. Imperial Cancer Research Fund Laboratories (Londýn), Institut Pasteur (Francie), Columbia University (New York), University of Minnesota (Minneapolis), nebo také University of Missouri-Columbia, kde byl v roce 1990 jmenován profesorem mikrobiologie a molekulární imunologie.

## Publikační činnost
Jan Svoboda je autorem 214 původních vědeckých publikací a více než 40 popularizačních článků.[zdroj?] Z těchto publikací jsou 4 monografie, přičemž dvě z nich byly vybrány ISI jako Citation Classics.[zdroj?]
Ohlas prací i jeho produktivita byly nepříznivě ovlivněny tím, že za „normalizace“ byl zbaven vedení oddělení a v 70. letech mu bylo znemožněno udržovat aktivní kontakty se světovou vědou. [zdroj?]

### Hlavní vybrané publikace
- Svoboda, J.: Presence of chicken tumour virus in the sarcoma of the adult rat inoculated after birth with Rous sarcoma tissue. Nature 186: 980–981, 1960.
- Svoboda, J.: Malignant interaction of Rous virus with mammalian cells in vivo and in vitro. Nat. Cancer Inst. Monogr. 17: 277–298, 1964.
- Svoboda, J.: Basic aspects of the interaction of oncogenic viruses with heterologous cells. Int. Rev. Exp. Pathol. 5: 25–66, 1966.
- Svoboda, J., Hložánek, I.: Role of cell association in virus infection and virus rescue. Adv. Cancer Res. 13: 217–269, 1970.
- Svoboda, J.: Rous sarcoma virus. Intervirology 26: 1–60, 1986.
- Svoboda, J.: Rous sarcoma virus. In: Portraits of Viruses, eds. F. Fenner, A. Gibbs, pp.267–327 Karger, Basel, 1988.
- Svoboda, J.: Molecular biology of cell nonpermissiveness to retroviruses. Has the time come? Gene 206: 153–163, 1998.
- Svoboda, J., Geryk, J., and Elleder, D.: Heterogenous pathogenicity of retroviruses: Lessons from birds, primates, and rodents. Adv. Canc. Res. 87:59-126, 2003.

## Členství a funkce

### V zahraničních organizacích a společnostech
- 1962 – zakládajícím členem European Tumour Virus Group
- 1965 – 1969 člen výboru pro virologii a imunologii „Mezinárodní unie proti rakovině“ (UICC)
- 1965 – konzultant v imunologii – WHO
- 1969–1979 – člen Světového výboru Mezinárodní asociace pro srovnávací výzkum leukemie a příbuzných chorob
- 1976 – recensent Projektu ICRETT při UICC, člen skupiny pro studium buněk, tkání a orgánů (CTOC) při UICC
- 1985–2000 – člen Českého komitétu biologických věd při IUBS
- 1985 – člen Americké asociace pro výzkum rakoviny (AACR)
- 1987 – 1991 člen mezinárodní komise udělující vysoce prestižní ceny General Motors
- 1992 – člen UIAC
- 1994–1998 – člen Výkonného výboru European Association for Cancer Research
- 1995 – člen Světového výboru Mezinárodní asociace pro srovnávací výzkum leukémie a příbuzných chorob (IACRLRD)
- 1998 – člen European Association for Cancer Research a člen jejího výboru

### V domácích vědeckých společnostech
- Čs. biologická společnost
- Čs. mikrobiologická společnost
- Česká společnost pro biochemii a molekulární biologii
- Genetická společnost Gregora Mendela (po jedno období člen výboru)
- Česká imunologická společnost
- Biotechnologická společnost

### Člen redakčních rad časopisů
- International Journal of Cancer
- Journal of General Virology
- Somatic Cell Genetics
- Archives of Virology
- Folia Biologica (Praha) – šéfredaktor
- Intervirology
- Neoplasma
- Journal of Genetics and Molecular Biology
- Emerging Infectious Diseases
- Gene